# Premontrei kolostor (Türje)

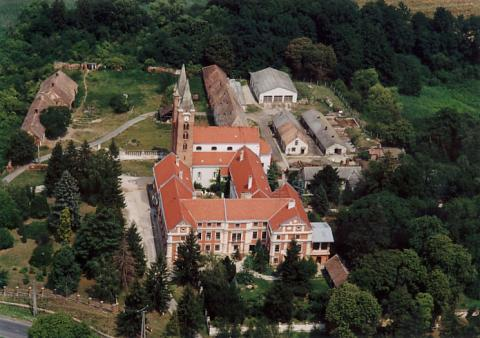
A kolostor légifotója

A türjei premontrei kolostor a Zala vármegyei Türje községben található. A falu közepén emelkedő kisebb halmon áll az impozáns kettős tornyával már messziről látható, téglából épült templom, meg a hozzá kapcsolódó kolostor emeletes tömbje.

## A kolostor története
A nevezetes Türje nemzetségbeli Dénes nádor alapította 1235 előtt Szűz Mária tiszteletére. A rendi hagyomány viszont az alapítás évét 1184-re teszi. Az alapító nemzetség nevét megőrizte a kolostor és a település is.
A 13-14. században hiteleshely is volt a kolostor, de amikor létszáma lecsökkent, ezt a jogát elveszítette (1351).
A 16. század első felében a Türje nemzetségből származó Szentgróti család férfiágon kihalt. A berekszói Hagymásyak lettek a kegyurak. A protestáns hitre tért birtokosok nem tisztelték a szerzeteseket, a kolostort többször kirabolták, magát a prépostot is fogságra vetették (1546), majd a kolostor fölgyújtották, s építőanyagát a szentgróti vár építéséhez hordták el (1547).
A szentgróti várat és uradalmát Hagymásy István eladta Batthyány Ádámnak, s így a Batthyány család lett Türje kegyura is. 1703-ban a premontrei rend visszaszerezte Türjét, újjáépítették a templomot és a kolostort (1741). 1785-ben II. József császár a türjei monostort is föloszlatta. 1802-ben állították vissza, s ekkor Csornával egyesítették. 1950-ig, a szerzetesrendek föloszlatásáig a kis létszámú konvent rendi plébániaként működött. A kolostor szociális otthon lett.

## A kolostor feltárása, építészete
A kolostor háromhajós, félköríves szentélyzáródású temploma (hossza 23,1 m, széles-sége 12,7 m) román-koragót stílusú. 1900-1921 között Lux Kálmán vezetésével folyt műemléki helyreállítása. Ma plébániatemplom.